# Gare de Leinelä
La gare de Leinelä (en finnois : Leinelän rautatieasema, en suédois : Lejle järnvägsstation) est une gare ferroviaire du transport ferroviaire de la banlieue d'Helsinki située dans le quartier de Koivukylä à Vantaa en Finlande.

## Situation ferroviaire
La gare de Leinelä est entre la gare de l'aéroport d'Helsinki-Vantaa et la gare d'Hiekkaharju, à environ cinq kilomètres au nord-est de la gare de l'aéroport d'Helsinki-Vantaa.

## Service des voyageurs
La gare de Leinelä est desservie par les trains de banlieue I ET P.
La gare est desservie par les lignes de bus 574, 623, 623B, 624, 631, 633N, 641, 642, 642K et 736.